# Tomáš Souček
Tomáš Souček (Havlíčkův Brod, 27 februari 1995) is een Tsjechisch voetballer die doorgaans speelt als middenvelder. In juli 2020 verruilde hij Slavia Praag voor West Ham United. Souček maakte in 2016 zijn debuut in het Tsjechisch voetbalelftal.

## Clubcarrière
Souček speelde in de jeugd van Slovan Havlíčkův Brod en werd in 2004 opgenomen in de opleiding van Slavia Praag. Deze doorliep hij en in 2015 werd hij een halfjaar verhuurd aan Viktoria Žižkov om op het tweede niveau zijn doorbraak in het profvoetbal te beleven. Na zijn terugkeer maakte de middenvelder op 24 juli 2015 zijn debuut in het eerste elftal van Slavia, op bezoek bij Viktoria Pilsen. Namens die club scoorden Daniel Kolář en Aidin Mahmutović, waarna Milan Škoda de eindstand bepaalde op 2–1. Souček mocht in de basis beginnen en speelde het gehele duel mee. Zijn eerste professionele doelpunt volgde op 16 augustus 2015 tegen Vysočina Jihlava. Na doelpunten van Škoda en Simon Deli maakte Souček de derde van Slavia. Het slotakkoord was voor Škoda: 4–0. In het seizoen 2016/17 kwam hij minder aan spelen toe, waardoor hij in de winterstop verhuurd werd aan Slovan Liberec. Na zijn terugkeer in Praag kreeg de Tsjech weer een belangrijkere rol in het team. In juni 2019 verlengde Souček zijn contract tot medio 2024.
In januari 2020 werd de middenvelder voor de duur van een halfjaar verhuurd aan West Ham United, dat tevens een optie tot koop verkreeg. Deze optie werd na de verhuurperiode gelicht, waardoor hij definitief kwam vast te liggen bij West Ham. De aflopende verbintenis van Souček werd in januari 2024 opengebroken en met drie seizoenen verlengd tot medio 2027.

## Clubstatistieken
| Seizoen | Club              | Competitie     | Competitie | Competitie | Beker | Beker | Internationaal | Internationaal | Totaal | Totaal |
| Seizoen | Club              | Competitie     | Wed.       | Dlp.       | Wed.  | Dlp.  | Wed.           | Dlp.           | Wed.   | Dlp.   |
| ------- | ----------------- | -------------- | ---------- | ---------- | ----- | ----- | -------------- | -------------- | ------ | ------ |
| 2014/15 | Slavia Praag      | Česká Liga     | 0          | 0          | 0     | 0     | —              | —              | 0      | 0      |
| 2014/15 | → Viktoria Žižkov | FNL            | 14         | 0          | 0     | 0     | —              | —              | 14     | 0      |
| 2015/16 | Slavia Praag      | Česká Liga     | 29         | 7          | 1     | 0     | —              | —              | 30     | 7      |
| 2016/17 | Slavia Praag      | Česká Liga     | 7          | 0          | 1     | 0     | 5              | 0              | 13     | 0      |
| 2016/17 | → Slovan Liberec  | Česká Liga     | 12         | 0          | 1     | 0     | —              | —              | 13     | 0      |
| 2017/18 | Slavia Praag      | Česká Liga     | 27         | 3          | 4     | 0     | 8              | 0              | 39     | 3      |
| 2018/19 | Slavia Praag      | Česká Liga     | 34         | 13         | 2     | 3     | 13             | 2              | 49     | 18     |
| 2019/20 | Slavia Praag      | Česká Liga     | 17         | 8          | 0     | 0     | 8              | 2              | 25     | 10     |
| 2019/20 | → West Ham United | Premier League | 13         | 3          | 0     | 0     | —              | —              | 13     | 3      |
| 2020/21 | West Ham United   | Premier League | 38         | 10         | 3     | 0     | —              | —              | 41     | 10     |
| 2021/22 | West Ham United   | Premier League | 35         | 5          | 5     | 0     | 11             | 1              | 51     | 6      |
| 2022/23 | West Ham United   | Premier League | 36         | 2          | 3     | 0     | 10             | 1              | 49     | 3      |
| 2023/24 | West Ham United   | Premier League | 37         | 7          | 5     | 1     | 10             | 2              | 52     | 10     |
| 2024/25 | West Ham United   | Premier League | 35         | 9          | 3     | 0     | —              | —              | 38     | 9      |
| Totaal  | Totaal            | Totaal         | 334        | 67         | 28    | 4     | 65             | 8              | 427    | 79     |

Bijgewerkt op 18 juni 2025.

## Interlandcarrière
Souček maakte zijn debuut in het Tsjechisch voetbalelftal op 15 november 2016, toen met 1–1 gelijkgespeeld werd tegen Denemarken in een vriendschappelijke wedstrijd. Antonín Barák opende de score, waarna het gelijk werd via Nicolai Jørgensen. Souček mocht van bondscoach Karel Jarolím na zesenzestig minuten invallen voor Jaromír Zmrhal. De andere debutanten dit duel waren Barák, Jiří Pavlenka (beiden eveneens Slavia Praag) en Petr Mareš (Mladá Boleslav). Tijdens zijn zevende interland kwam de middenvelder voor het eerst tot scoren. Tegen IJsland opende hij na negentien minuten de score. Jan Sýkora verdubbelde de voorsprong, waarna Kjartan Finnbogason de eindstand besliste op 2–1 in het voordeel van de Tsjechen.
In mei 2021 werd Souček door bondscoach Jaroslav Šilhavý opgenomen in de Tsjechische selectie voor het uitgestelde EK 2020. Op het toernooi werd Tsjechië in de kwartfinale uitgeschakeld door Denemarken (1–2). Daarvoor had het in de groepsfase gewonnen van Schotland (0–2), gelijkgespeeld tegen Kroatië (1–1) en verloren van Engeland (0–1). In de achtste finale werd Nederland uitgeschakeld met 0–2. Souček speelde in alle vijf wedstrijden mee. Zijn toenmalige teamgenoten Andrij Jarmolenko (Oekraïne), Vladimír Coufal (eveneens Tsjechië), Declan Rice (Engeland) en Łukasz Fabiański (Polen) waren ook actief op het EK.
Souček werd in mei 2024 door bondscoach Ivan Hašek opgenomen in de selectie van Tsjechië voor het EK 2024 in Duitsland. Tsjechië werd in de groepsfase uitgeschakeld na nederlagen tegen Portugal (2–1) en Turkije (1–2) en een gelijkspel tegen Georgië (1–1). Souček kwam tijdens het EK in alle duels in actie en scoorde tegen Turkije. Zijn toenmalige clubgenoten Jarrod Bowen (Engeland), Alphonse Aréola (Frankrijk) en Vladimír Coufal (eveneens Tsjechië) waren ook actief op het toernooi.
| Interlands van Tomáš Souček voor Tsjechië | Interlands van Tomáš Souček voor Tsjechië | Interlands van Tomáš Souček voor Tsjechië | Interlands van Tomáš Souček voor Tsjechië | Interlands van Tomáš Souček voor Tsjechië | Interlands van Tomáš Souček voor Tsjechië | Interlands van Tomáš Souček voor Tsjechië |
| №                                         | Datum                                     | Wedstrijd                                 | Uitslag                                   | Competitie                                | Goals                                     |                                           |
| Als speler bij Slavia Praag               | Als speler bij Slavia Praag               | Als speler bij Slavia Praag               | Als speler bij Slavia Praag               | Als speler bij Slavia Praag               | Als speler bij Slavia Praag               | Als speler bij Slavia Praag               |
| ----------------------------------------- | ----------------------------------------- | ----------------------------------------- | ----------------------------------------- | ----------------------------------------- | ----------------------------------------- | ----------------------------------------- |
| 1                                         | 15 november 2016                          | Tsjechië – Denemarken                     | 1 – 1                                     | Vriendschappelijk                         |                                           |                                           |
| Als speler bij Slovan Liberec             |                                           |                                           |                                           |                                           |                                           |                                           |
| 2                                         | 5 juni 2017                               | België – Tsjechië                         | 2 – 1                                     | Vriendschappelijk                         |                                           |                                           |
| 3                                         | 10 juni 2017                              | Noorwegen – Tsjechië                      | 1 – 1                                     | WK 2018 kwalificatie                      |                                           |                                           |
| Als speler bij Slavia Praag               |                                           |                                           |                                           |                                           |                                           |                                           |
| 4                                         | 1 september 2017                          | Tsjechië – Duitsland                      | 1 – 2                                     | WK 2018 kwalificatie                      |                                           |                                           |
| 5                                         | 4 september 2017                          | Noord-Ierland – Tsjechië                  | 2 – 0                                     | WK 2018 kwalificatie                      |                                           |                                           |
| 6                                         | 5 oktober 2017                            | Azerbeidzjan – Tsjechië                   | 1 – 2                                     | WK 2018 kwalificatie                      |                                           |                                           |
| 7                                         | 8 november 2017                           | Tsjechië – IJsland                        | 2 – 1                                     | Vriendschappelijk                         | 19'                                       |                                           |
| 8                                         | 11 november 2017                          | Qatar – Tsjechië                          | 0 – 1                                     | Vriendschappelijk                         |                                           |                                           |
| 9                                         | 23 maart 2018                             | Uruguay – Tsjechië                        | 2 – 0                                     | Vriendschappelijk                         |                                           |                                           |
| 10                                        | 26 maart 2018                             | China – Tsjechië                          | 1 – 4                                     | Vriendschappelijk                         |                                           |                                           |
| 11                                        | 6 juni 2018                               | Nigeria – Tsjechië                        | 0 – 1                                     | Vriendschappelijk                         |                                           |                                           |
| 12                                        | 6 september 2018                          | Tsjechië – Oekraïne                       | 1 – 2                                     | Nations League 2018/19                    |                                           |                                           |
| 13                                        | 10 september 2018                         | Rusland – Tsjechië                        | 5 – 1                                     | Vriendschappelijk                         | 74'                                       |                                           |
| 14                                        | 13 oktober 2018                           | Slowakije – Tsjechië                      | 1 – 2                                     | Nations League 2018/19                    |                                           |                                           |
| 15                                        | 15 november 2018                          | Polen – Tsjechië                          | 0 – 1                                     | Vriendschappelijk                         |                                           |                                           |
| 16                                        | 19 november 2018                          | Tsjechië – Slowakije                      | 1 – 0                                     | Nations League 2018/19                    |                                           |                                           |
| 17                                        | 22 maart 2019                             | Engeland – Tsjechië                       | 5 – 0                                     | EK 2020 kwalificatie                      |                                           |                                           |
| 18                                        | 26 maart 2019                             | Tsjechië – Brazilië                       | 1 – 3                                     | Vriendschappelijk                         |                                           |                                           |
| 19                                        | 7 juni 2019                               | Tsjechië – Bulgarije                      | 2 – 1                                     | EK 2020 kwalificatie                      |                                           |                                           |
| 20                                        | 10 juni 2019                              | Tsjechië – Montenegro                     | 3 – 0                                     | EK 2020 kwalificatie                      |                                           |                                           |
| 21                                        | 7 september 2019                          | Kosovo – Tsjechië                         | 2 – 1                                     | EK 2020 kwalificatie                      |                                           |                                           |
| 22                                        | 10 september 2019                         | Montenegro – Tsjechië                     | 0 – 3                                     | EK 2020 kwalificatie                      | 54'                                       |                                           |
| 23                                        | 11 oktober 2019                           | Tsjechië – Engeland                       | 2 – 1                                     | EK 2020 kwalificatie                      |                                           |                                           |
| 24                                        | 14 november 2019                          | Tsjechië – Kosovo                         | 2 – 1                                     | EK 2020 kwalificatie                      |                                           |                                           |
| 25                                        | 17 november 2019                          | Bulgarije – Tsjechië                      | 1 – 0                                     | EK 2020 kwalificatie                      |                                           |                                           |
| Als speler bij West Ham United            |                                           |                                           |                                           |                                           |                                           |                                           |
| 26                                        | 11 oktober 2020                           | Israël – Tsjechië                         | 1 – 2                                     | Nations League 2020/21                    |                                           |                                           |
| 27                                        | 14 oktober 2020                           | Schotland – Tsjechië                      | 1 – 0                                     | Nations League 2020/21                    |                                           |                                           |
| 28                                        | 11 november 2020                          | Duitsland – Tsjechië                      | 1 – 0                                     | Vriendschappelijk                         |                                           |                                           |
| 29                                        | 15 november 2020                          | Tsjechië – Israël                         | 1 – 0                                     | Nations League 2020/21                    |                                           |                                           |
| 30                                        | 18 november 2020                          | Tsjechië – Slowakije                      | 2 – 0                                     | Nations League 2020/21                    | 17'                                       |                                           |
| 31                                        | 24 maart 2021                             | Estland – Tsjechië                        | 2 – 6                                     | WK 2022 kwalificatie                      | 32', 43', 48'                             |                                           |
| 32                                        | 27 maart 2021                             | Tsjechië – België                         | 1 – 1                                     | WK 2022 kwalificatie                      |                                           |                                           |
| 33                                        | 30 maart 2021                             | Wales – Tsjechië                          | 1 – 0                                     | WK 2022 kwalificatie                      |                                           |                                           |
| 34                                        | 4 juni 2021                               | Italië – Tsjechië                         | 4 – 0                                     | Vriendschappelijk                         |                                           |                                           |
| 35                                        | 8 juni 2021                               | Tsjechië – Albanië                        | 3 – 1                                     | Vriendschappelijk                         |                                           |                                           |
| 36                                        | 14 juni 2021                              | Schotland – Tsjechië                      | 0 – 2                                     | EK 2020                                   |                                           |                                           |
| 37                                        | 18 juni 2021                              | Kroatië – Tsjechië                        | 1 – 1                                     | EK 2020                                   |                                           |                                           |
| 38                                        | 22 juni 2021                              | Tsjechië – Engeland                       | 0 – 1                                     | EK 2020                                   |                                           |                                           |
| 39                                        | 27 juni 2021                              | Nederland – Tsjechië                      | 0 – 2                                     | EK 2020                                   |                                           |                                           |
| 40                                        | 3 juli 2021                               | Tsjechië – Denemarken                     | 1 – 2                                     | EK 2020                                   |                                           |                                           |
| 41                                        | 2 september 2021                          | Tsjechië – Wit-Rusland                    | 1 – 0                                     | WK 2022 kwalificatie                      |                                           |                                           |
| 42                                        | 5 september 2021                          | België – Tsjechië                         | 3 – 0                                     | WK 2022 kwalificatie                      |                                           |                                           |
| 43                                        | 8 september 2021                          | Tsjechië – Oekraïne                       | 1 – 1                                     | Vriendschappelijk                         |                                           |                                           |
| 44                                        | 8 oktober 2021                            | Tsjechië – Wales                          | 2 – 2                                     | WK 2022 kwalificatie                      |                                           |                                           |
| 45                                        | 11 oktober 2021                           | Wit-Rusland – Tsjechië                    | 0 – 2                                     | WK 2022 kwalificatie                      |                                           |                                           |
| 46                                        | 11 november 2021                          | Tsjechië – Koeweit                        | 7 – 0                                     | Vriendschappelijk                         |                                           |                                           |
| 47                                        | 24 maart 2022                             | Zweden – Tsjechië                         | 1 – 0                                     | WK 2022 kwalificatie                      |                                           |                                           |
| 48                                        | 29 maart 2022                             | Wales – Tsjechië                          | 1 – 1                                     | Vriendschappelijk                         |                                           |                                           |
| 49                                        | 2 juni 2022                               | Tsjechië – Zwitserland                    | 2 – 1                                     | Nations League 2022/23                    |                                           |                                           |
| 50                                        | 5 juni 2022                               | Tsjechië – Spanje                         | 2 – 2                                     | Nations League 2022/23                    |                                           |                                           |
| 51                                        | 9 juni 2022                               | Portugal – Tsjechië                       | 2 – 0                                     | Nations League 2022/23                    |                                           |                                           |
| 52                                        | 12 juni 2022                              | Spanje – Tsjechië                         | 2 – 0                                     | Nations League 2022/23                    |                                           |                                           |
| 53                                        | 24 september 2022                         | Tsjechië – Portugal                       | 0 – 4                                     | Nations League 2022/23                    |                                           |                                           |
| 54                                        | 27 september 2022                         | Zwitserland – Tsjechië                    | 2 – 1                                     | Nations League 2022/23                    |                                           |                                           |
| 55                                        | 16 november 2022                          | Tsjechië – Faeröer                        | 5 – 0                                     | Vriendschappelijk                         |                                           |                                           |
| 56                                        | 19 november 2022                          | Turkije – Tsjechië                        | 2 – 1                                     | Vriendschappelijk                         |                                           |                                           |
| 57                                        | 24 maart 2023                             | Tsjechië – Polen                          | 3 – 1                                     | EK 2024 kwalificatie                      |                                           |                                           |
| 58                                        | 27 maart 2023                             | Moldavië – Tsjechië                       | 0 – 0                                     | EK 2024 kwalificatie                      |                                           |                                           |
| 59                                        | 17 juni 2023                              | Faeröer – Tsjechië                        | 0 – 3                                     | EK 2024 kwalificatie                      |                                           |                                           |
| 60                                        | 20 juni 2023                              | Montenegro – Tsjechië                     | 1 – 4                                     | Vriendschappelijk                         |                                           |                                           |
| 61                                        | 7 september 2023                          | Tsjechië – Albanië                        | 1 – 1                                     | EK 2024 kwalificatie                      |                                           |                                           |
| 62                                        | 10 september 2023                         | Hongarije – Tsjechië                      | 1 – 1                                     | Vriendschappelijk                         |                                           |                                           |
| 63                                        | 12 oktober 2023                           | Albanië – Tsjechië                        | 3 – 0                                     | EK 2024 kwalificatie                      |                                           |                                           |
| 64                                        | 15 oktober 2023                           | Tsjechië – Faeröer                        | 1 – 0                                     | EK 2024 kwalificatie                      | 76' (pen.)                                |                                           |
| 65                                        | 17 november 2023                          | Polen – Tsjechië                          | 1 – 1                                     | EK 2024 kwalificatie                      | 49'                                       |                                           |
| 66                                        | 20 november 2023                          | Tsjechië – Moldavië                       | 3 – 0                                     | EK 2024 kwalificatie                      | 90'                                       |                                           |
| 67                                        | 22 maart 2024                             | Noorwegen – Tsjechië                      | 1 – 2                                     | Vriendschappelijk                         |                                           |                                           |
| 68                                        | 26 maart 2024                             | Tsjechië – Armenië                        | 2 – 1                                     | Vriendschappelijk                         |                                           |                                           |
| 69                                        | 10 juni 2024                              | Tsjechië – Noord-Macedonië                | 2 – 1                                     | Vriendschappelijk                         |                                           |                                           |
| 70                                        | 18 juni 2024                              | Portugal – Tsjechië                       | 2 – 1                                     | EK 2024                                   |                                           |                                           |
| 71                                        | 22 juni 2024                              | Georgië – Tsjechië                        | 1 – 1                                     | EK 2024                                   |                                           |                                           |
| 72                                        | 26 juni 2024                              | Tsjechië – Turkije                        | 1 – 2                                     | EK 2024                                   | 66'                                       |                                           |
| 73                                        | 7 september 2024                          | Georgië – Tsjechië                        | 4 – 1                                     | Nations League 2024/25                    |                                           |                                           |
| 74                                        | 10 september 2024                         | Tsjechië – Oekraïne                       | 3 – 2                                     | Nations League 2024/25                    | 80' (pen.)                                |                                           |
| 75                                        | 11 okotber 2024                           | Tsjechië – Albanië                        | 2 – 0                                     | Nations League 2024/25                    |                                           |                                           |
| 76                                        | 14 oktober 2024                           | Oekraïne – Tsjechië                       | 1 – 1                                     | Nations League 2024/25                    |                                           |                                           |
| 77                                        | 16 november 2024                          | Albanië – Tsjechië                        | 0 – 0                                     | Nations League 2024/25                    |                                           |                                           |
| 78                                        | 22 maart 2025                             | Tsjechië – Faeröer                        | 2 – 1                                     | WK 2026 kwalificatie                      |                                           |                                           |
| 79                                        | 25 maart 2025                             | Gibraltar – Tsjechië                      | 0 – 4                                     | WK 2026 kwalificatie                      |                                           |                                           |
| 80                                        | 6 juni 2025                               | Tsjechië – Montenegro                     | 2 – 0                                     | WK 2026 kwalificatie                      |                                           |                                           |
| 81                                        | 9 juni 2025                               | Kroatië – Tsjechië                        | 5 – 1                                     | WK 2026 kwalificatie                      | 58'                                       |                                           |

Bijgewerkt op 18 juni 2025.

## Erelijst
| Competitie                    |              |                  |              |              |
| Competitie                    | Aantal       | Jaren            |              |              |
| Slavia Praag                  | Slavia Praag | Slavia Praag     | Slavia Praag | Slavia Praag |
| ----------------------------- | ------------ | ---------------- | ------------ | ------------ |
| Česká Liga                    | 1            | 2018/19          |              |              |
| Pohár FAČR                    | 2            | 2017/18, 2018/19 |              |              |
| West Ham United               |              |                  |              |              |
| UEFA Europa Conference League | 1            | 2022/23          |              |              |